# Orgilus cincticornis
Orgilus cincticornis är en stekelart som beskrevs av Granger 1949. Orgilus cincticornis ingår i släktet Orgilus och familjen bracksteklar. Inga underarter finns listade i Catalogue of Life.